# Frédéric-Guillaume II de Schleswig-Holstein-Sonderbourg-Beck
Frédéric-Guillaume II de Schleswig-Holstein-Sonderbourg-Beck (né à Potsdam le 18 juin 1687 - 11 novembre 1749 à Königsberg) fut duc de Schleswig-Holstein-Sonderbourg-Beck. Il sert le royaume de Prusse comme Maréchal et il est nommé Gouverneur de Berlin, bien qu'il n'exerce pas cette fonction,.

## Biographie
Frédéric-Guillaume II est le fils aîné du duc Frédéric-Louis de Schleswig-Holstein-Sonderbourg-Beck et de son épouse Louise-Charlotte de Schleswig-Holstein-Sonderbourg-Augustenbourg (morte en 1740). 
En 1728, Frédéric-Guillaume II succède à son père comme duc de Schleswig-Holstein-Sonderbourg-Beck. Après sa mort il a comme successeur son fils Frédéric-Guillaume III de Schleswig-Holstein-Sonderbourg-Beck, qui est tué lors de la bataille de Prague en 1757. Le titre revient alors au frère de Frédéric Guillaume II : Charles-Louis de Schleswig-Holstein-Sonderbourg-Beck

## Unions et postérité
Frédéric-Guillaume II contracte deux mariages le premier avec une princesse Czartoryski († 1715), née Eleonora von Loß, fille du noble polonais Wladislaus von Loß ; ils n'ont pas d'enfant. Il épouse ensuite le 3 décembre 1721 la comtesse Anne-Ursule de Dohna-Schlobitten (née le 31 décembre 1700 - † 17 mars 1761), fille de Christophe Ier de Dohna-Schlodien dont il a deux enfants:
- Frédéric-Guillaume III
- Sophie-Charlotte (née le 31 décembre 1722; † 7 aout 1763).Elle épouse le 5 juin 1738 un Major-Général prussien Alexandre Émile de Dohna-Wartenbourg-Schlodien (né le 7 juillet 1704 - † 6 octobre 1745 à la Bataille de Soor). le 1er janvier 1750 elle se remarie avec le Prince Georges-Louis de Holstein-Gottorp.